# Hasret Bitti
Hasret Bitti ist eine deutsch-türkische Filmkomödie aus dem Jahr 2016 über eine türkische Familie, die als Expatriat von Deutschland zurück nach Izmir in die Türkei zieht. Der Kinostart war am 23. Dezember 2016. Die Hauptrollen sind mit Yüksel Ünal, Funda Bostanlik, Frederic Heidorn und Ceyda Ateş besetzt.

## Handlung
Halim Bitti (Yüksel Ünal) arbeitet in Deutschland in einer Spielzeugfabrik und spart nebenbei Geld, um sich bald seinen großen Traum vom eigenen Restaurant zu erfüllen. Auf Nachdruck des Vaters kehrt die Familie endgültig nach Izmir in die Türkei zurück. Dort angekommen werden sie von Betrügern hintergangen. Statt des Restaurants wird Halim Bitti ein falsches Grundstück gegenüber dem Restaurant verkauft. Hasret, der Sohn von Halim (Mert Erdoğdu), beschließt, die Betrüger ausfindig zu machen, um das Geld der Familie zurückzubekommen. Nachdem Hasret auf der Suche nach den Betrügern verschwindet, macht sich die Tochter von Halim, Gurbet Bitti (Funda Bostanlik), auf die Suche nach ihrem Bruder. In einem Video mit einem deutsch-türkischen Rapper veröffentlichen sie eine Suchmeldung für ihren Bruder Hasret. Durch den Erfolg des Videos, wird Hasret schnell gefunden und die Familie ist wiedervereint.

## Besetzung

### Hauptdarsteller
| Schauspieler     | Rollenname   |
| ---------------- | ------------ |
| Yüksel Ünal      | Halim Bitti  |
| Funda Bostanlik  | Gurbet Bitti |
| Mert Erdoğdu     | Hasret Bitti |
| Ceyda Ateş       | Duru         |
| Frederic Heidorn | Frederic     |

### Nebendarsteller
| Schauspieler  | Rollenname    |
| ------------- | ------------- |
| Ferdi Sancar  | Mutlu         |
| Müge Esmeray  | Sahane Bitti  |
| Kemal Uçar    | Çetin         |
| Haldun Boysan | Kommissar     |
| Serkan Öztürk | Fethi         |
| Ergün Taş     | Kapitän İlyas |